# Israel-Premier Tech

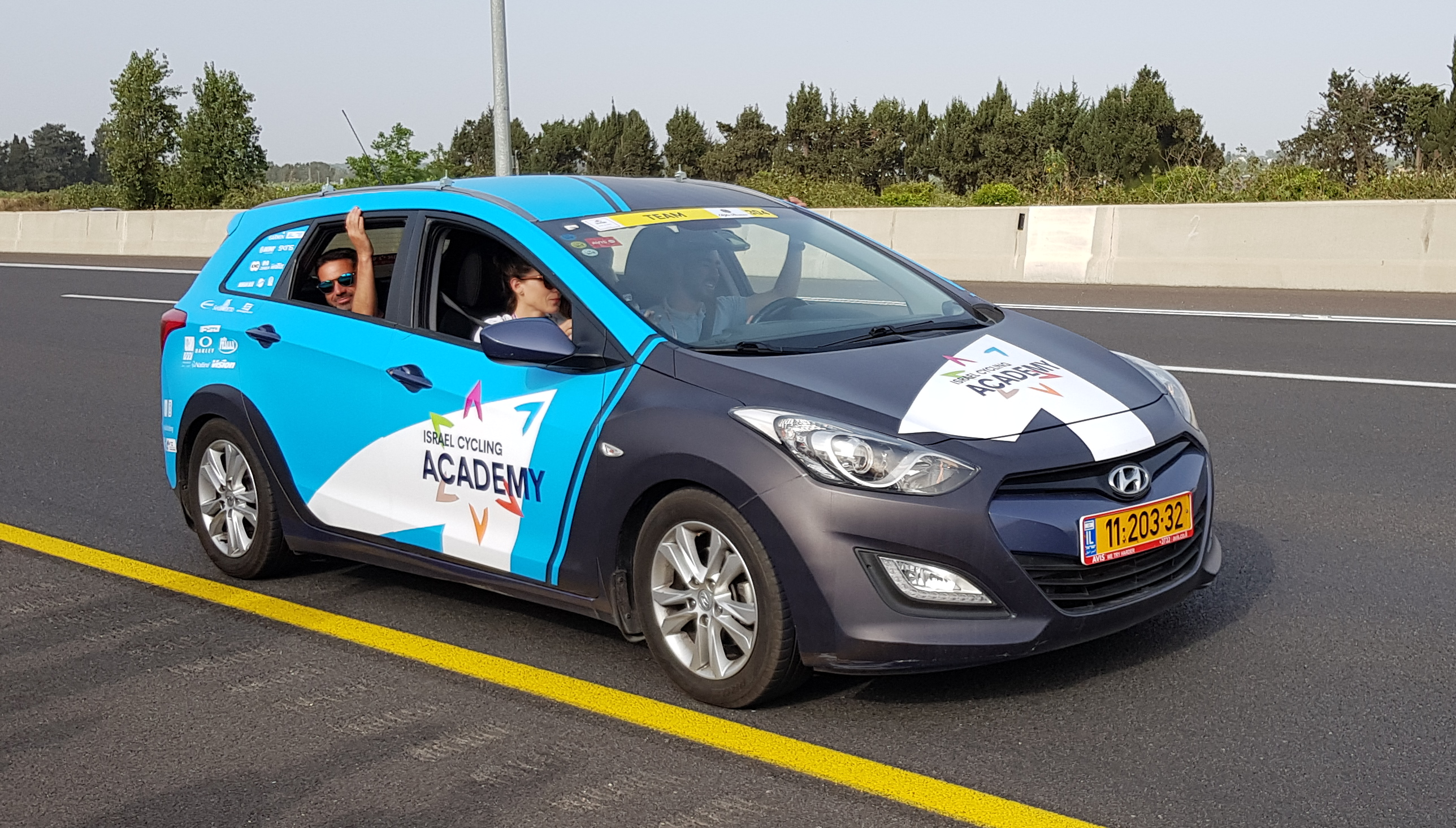
Volgwagen Israel Cycling Academy (2018)

Israel-Premier Tech is een ProTour-wielerploeg met een Israëlische licentie die is opgericht in 2015. Oud-prof Ran Margaliot is de teammanager van de ploeg. Eric Van Lancker is sinds 2018 een van de ploegleiders.

## Achtergrond
De ploeg, waarvan Peter Sagan ambassadeur is, focuste zich in eerste instantie vooral op jonge Israëlische, Slowaakse en Poolse renners.
De eerste overwinning werd in 2015 behaald door Daniel Turek toen hij de vierde etappe van de Ronde van Azerbeidzjan won. De eerste Grote Ronde waaraan de ploeg deelneemt is de Ronde van Italië 2018 met twee renners, Guy Niv en Guy Sagiv, en drie etappes in thuisland Israël.
Van het seizoen 2020 tot 2022 maakte het team promotie en maakte het onderdeel uit van de World Tour. Het nam in 2020 de licentie over van het gestopte Team Katjoesja Alpecin. Veel van de renners van die ploeg kwamen over naar Israel Start-Up Nation. Voor 2021 hoopte de ploeg met een paar grote namen de ploeg te versterken. De eerste grote naam die ze wist binnen te halen voor het nieuwe seizoen was viervoudig tourwinnaar Chris Froome. Na 2022 werd Israel-Premier Tech teruggeplaatst als UCI ProTeam, maar dankzij wildcards kon het team wel participeren in meerdere UCI World Tour-wedstrijden.
Op 9 juli 2023 won Michael Woods de negende etappe van de Ronde van Frankrijk.

## Grote rondes
| Jaar | Ronde van Italië         | Ronde van Italië  | Ronde van Frankrijk  | Ronde van Frankrijk            | Ronde van Spanje       | Ronde van Spanje  |
| Jaar | hoogste klassering       | etappewinst       | hoogste klassering   | etappewinst                    | hoogste klassering     | etappewinst       |
| ---- | ------------------------ | ----------------- | -------------------- | ------------------------------ | ---------------------- | ----------------- |
| 2018 | 45e Ben Hermans          |                   | geen deelname        | geen deelname                  | geen deelname          | geen deelname     |
| 2019 | 71e Rubén Plaza          |                   | geen deelname        | geen deelname                  | geen deelname          | geen deelname     |
| 2020 | 48e Daniel Navarro       | 8e Alex Dowsett   | 41e Daniel Martin    |                                | 4e Daniel Martin       | 3e Daniel Martin  |
| 2021 | 10e Daniel Martin        | 17e Daniel Martin | 40e Daniel Martin    |                                | 86e James Piccoli      |                   |
| 2022 | 92e Alessandro De Marchi |                   | 24e Hugo Houle       | 5e Simon Clarke 16e Hugo Houle | 34e Carl Fredrik Hagen |                   |
| 2023 | 22e Derek Gee            |                   | 35e Dylan Teuns      | 9e Michael Woods               | geen deelname          | geen deelname     |
| 2024 | 44e Marco Frigo          |                   | 9e Derek Gee         |                                | 30e Matthew Riccitello | 13e Michael Woods |
| 2025 | 4e Derek Gee             |                   | 48e Joseph Blackmore |                                |                        |                   |

## Bekende (oud-)renners
Renners die zijn vetgedrukt zijn anno 2023 actief bij de ploeg.
| - Yoav Bear (2015) - Patrick Bevin (2021-2022) - Jenthe Biermans (2020-2022) - Guillaume Boivin (2016-heden) - Matthias Brändle (2019-2022) - Davide Cimolai (2019-2021) - Simon Clarke (2022-heden) - Alex Dowsett (2020-2022) - Sondre Holst Enger (2018-2019) - Chris Froome (2021-heden) - Jakob Fuglsang (2022-heden) - Derek Gee (2022-heden) | - André Greipel (2020-2021) - Ben Hermans (2018-2023) - Daryl Impey (2021-2023) - Alessandro de Marchi (2021-2022) - Daniel Martin (2020-2021) - Riccardo Minali (2019) - Daniel Navarro (2020) - Krists Neilands (2017-heden) - Guy Niv (2018-2022) - Giacomo Nizzolo (2022-2023) - Rubén Plaza (2018-2019) - Nils Politt (2020) | - Domenico Pozzovivo (2023) - Guy Sagiv (2015-heden) - Kristian Sbaragli (2018-2019) - Rory Sutherland (2020) - Dylan Teuns (2022-heden) - Tom Van Asbroeck (2019-heden) - Sep Vanmarcke (2021-2023) - Dennis van Winden (2017-2019) - Michael Woods (2021-heden) - Aviv Yechezkel (2016-2018) - Rick Zabel (2020-2024) |

Burgos-Burpellet-BH · Caja Rural-Seguros RGA · Equipo Kern Pharma · Euskaltel-Euskadi · Israel-Premier Tech · Lotto · Q36.5 Pro Cycling Team · Solution Tech-Vini Fantini · Team Corratec-Vini Fantini · Team Flanders-Baloise · Team Novo Nordisk · Polti VisitMalta · TotalEnergies · Tudor Pro Cycling Team · Unibet Tietema Rockets · Uno-X Mobility · VF Group-Bardiani CSF-Faizanè · Wagner Bazin WB
Zie ook: UCI ProSeries · Continental Circuits
2020 · 2021 · 2022 · 2023 · 2024 · 2025
Ávila · Badilatti · Barbier · Boivin · Brändle · Crisey · Cataford · Cimolai · Dempster · Dunne · Earle · Einhorn (vanaf 1-6) · Enger · Gebremedhin · O. Goldstein · R. Goldstein · Hermans · Jensen · Minali · Neilands · Niv · Perry · Plaza · Räim · Sagiv · Sbaragli · Schreurs · Turek · van Asbroeck · van Winden · Ben Mosche (stagiair) · Ovett (stagiair) · Renard (stagiair)
Badilatti · Barbier · Biermans · Boivin · Brändle · Cataford · Cimolai · Dowsett · Einhorn · Goldstein · Greipel · Hermans · Hofstetter · Hollenstein · Martin · McCabe · Navarro · Neilands · Niv · Piccoli · Politt · Räim · Renard · Sagiv · Schelling · Sutherland · Vahtra · Van Asbroeck · Würtz Schmidt · Zabel
Barbier · Berwick · Bevin · Biermans · Boivin · Brändle · Cataford · Cimolai · De Marchi · Dowsett · Einhorn · Froome · Goldstein · Greipel · Hagen · Hermans · Hofstetter · Hollenstein · Impey · Jones vanaf 1 juli · Martin · Neilands · Niv · Piccoli · Renard · Sagiv · Vahtra · Van Asbroeck · Vanmarcke · Woods · Würtz Schmidt · Zabel
Barbier · Berwick · Bevin · Biermans · Boivin · Brändle · Cataford · Clarke · De Marchi · Dowsett · Einhorn · Froome · Fuglsang · Goldstein · Hagen · Hermans · Hollenstein · Houle · Impey · Jones · Neilands · Niv · Nizzolo · Piccoli · Sagiv (tot 3/8) · Strong · Teuns (vanaf 5/8) · Van Asbroeck · Vanmarcke · Woods · Würtz Schmidt · Zabel · Riccitello (stagiair)
Berwick · Boivin · Clarke · Einhorn · Frigo · Froome · Fuglsang · Gee · Goldstein · Hermans · Hollenstein · Hollyman · Houle · Impey · Jones · Neilands · Nizzolo · Pozzovivo (vanaf 6/3) · Reynders · Riccitello · Sagiv · Schultz · Strong · Teuns · Van Asbroeck · Vanmarcke (tot 7/7) · Williams · Woods · Würtz Schmidt · Zabel · Gilmore (stagiair) · Sheehan (stagiair)
Ackermann · Bennett · Blackmore (vanaf 3/5) · Boivin · Clarke · Einhorn · Frigo · Froome · Fuglsang · Gee · Hofstetter · Hollyman · Houle · Kogut · Neilands · Pickrell · Raisberg · Riccitello · Sagiv · Schultz · Schwarzmann · Sheehan · Stewart · Strong · Teuns · Van Asbroeck · Vernon · Williams · Woods · Würtz Schmidt · Zabel (tot 2/5) · Brown (stagiair)